# Sedliště (Dél-plzeňi járás)
Sedliště település Csehországban, a Dél-plzeňi járásban. Sedliště Srby, Louňová, Čížkov és Vrčeň településekkel határos. Lakosainak száma 128 fő (2024. január 1.).

## Népesség
A település lakosságának változását az alábbi diagram mutatja:
| Lakosok száma | 328  | 329  | 387  | 263  | 188  | 129  | 101  | 105  | 111  | 128  |
|               | 1869 | 1890 | 1921 | 1950 | 1980 | 2001 | 2017 | 2019 | 2022 | 2024 |